# Obelidium hamatum
Obelidium hamatum är en svampart som beskrevs av Sparrow 1937. Obelidium hamatum ingår i släktet Obelidium och familjen Chytridiaceae.   Inga underarter finns listade i Catalogue of Life.